# العلاقات البنغالية الكويتية
العلاقات البنغلاديشية الكويتية هي العلاقات الثنائية بين بنغلاديش والكويت.

## التاريخ
في عام 1974، قام أمير الكويت الشيخ صباح السالم الصباح بزيارة إلى بنغلاديش. تم خلالها افتتاح سفارة مقيمة لبنغلاديش في دولة الكويت. وفي عام 1991 وتحديدًا بعد غزو العراق للكويت، قامت بنغلاديش بإرسال جنودًا للمساهمة في عملية درع الصحراء العراقية بقيادة الأمم المتحدة وذلك لحماية المملكة العربية السعودية. كما قاتلت بنغلاديش في حرب الخليج الأولى كجزء من التحالف الدولي. خلال هذه العمليات، فقد الجيش البنغلاديشي 59 جندي في الحرب وفيما بعدها خلال عمليات إزالة الألغام. بحلول عام 2016، لقي 72 جنديًا بنجلادشيًا مصرعهم وأُصيب 152 آخرون أثناء إزالة الألغام الأرضية التي خلفتها القوات العراقية في حرب الخليج في إطار «عملية إعادة إعمار الكويت». وفي مارس 2016، وقعت الدولتان معاهدة للسماح لحاملي جوازات السفر الدبلوماسية من كل دولة بالسفر بدون تأشيرات دخول. ومن المواضيع ذات الصلة، فقد قامت السلطات البنغلاديشية بحظر الجمعية غير الحكومية الكويتية «جمعية إحياء التراث الإسلامي» في بنغلاديش بعد اتهامها بتمويل الإرهاب. ومن المواضيع ذات الصلة أيضًا تم حبس عضو البرلمان البنغلاديشي آنذاك محمد شهيد إسلام من قبل إدارة التحقيقات الجنائية في الكويت بتهمة الاتجار بالبشر وغسل الأموال.

## العلاقات الاقتصادية
في عام 2000، بلغ عدد العمالة الوافدة البغلاديشية في الكويت قرابة مليوني عامل. وبعد هذه الزيادة الملحوظة في أعداد العمالة البنغلاديشية، فرضت الكويت حظرًا على استقدامها في عام 2006 بعد مزاعم عن سوء التصرف في التوظيف من قبل وكالات التوظيف البنغلاديشية الخاصة. في 13 يوليو/تموز 2008، احتج 2000 عامل بنغلاديشي على ظروف المعيشة والأجور المنخفضة التي قالوا أنها لا تتجاوز 18 دينار كويتي شهريًا. وقد تم إلقاء القبض على بعض العمال بسبب الاحتجاجات لكن وزارة العمل الكويتية وافقت بعدها على رفع الأجور إلى 40 دينار كويتي..
في فبراير 2015، سمحت الكويت مرة أخرى بدخول العمال البنغلاديشيين بعد حظر دام 7 سنوات. وتم ذلك بعد أن وضعت الهند قيودا جديدة على استقدام العمالة الهندية إلى الكويت. هذا وقد انخفض العدد الإجمالي للعمال البنغلاديشية المستقدمة إلى 190 ألفا بحلول عام 2014. وفي عام 2016 وصل العدد إلى 200 ألف عامل مستقدم. وفي مايو 2016، وافقت الحكومة الكويتية على مساعدة حكومة بنغلاديش لإنشاء مصفاة نفط في بنغلاديش.